# Stefan Knezevic
Stefan Knezevic, né le 30 octobre 1996 à Lucerne en Suisse, est un footballeur suisse qui évolue au poste de défenseur central au FC Lucerne.

## Biographie

### Carrière en club

#### Débuts en cinquième division suisse (2014-2015)
Le 1er juillet 2014, Stefan Knezevic est prêté pour une durée d'une saison au SC Buochs, club évoluant en cinquième division suisse et qui entretient de bons liens avec le FC Lucerne de par leur proximité.
Stefan s'impose instantanément en tant que titulaire régulier malgré son jeune âge et finit la saison en ayant joué l'entièreté des rencontres (à l'exception d'une rencontre face au FC Ruswil où il était suspendu pour une accumulation de cartes jaunes).
Son passage au SC Buochs sera marqué par deux faits marquants : un titre de champion en fin de saison et un parcours excellent en Coupe de Suisse 2014-2015 lors duquel Stefan Knezevic et le SC Buochs éliminent des clubs de divisions supérieures et ceci sans encaisser de buts. Le match le plus marquant est la victoire 1 à 0, au deuxième tour, face aux Young Boys de Berne (vice-champion de Suisse cette saison).
Le succès et la confirmation de Stefan Knezevic avec le SC Buochs inspirera d'autres joueurs du centre de formation du FC Lucerne à tenter leur chance dans les divisions inférieures des championnats de Suisse, comme par exemple pour Joel Sousa Miranda.

#### FC Lucerne (2016-2021)
Le 27 octobre 2016, Stefan Knezevic débute sous les couleurs du FC Lucerne à l'occasion des huitièmes de finale de la Coupe de Suisse 2016-2017 face au FC Köniz. Il remplace Ricardo Costa à la 75e minute de jeu alors que le FC Lucerne gagnait la rencontre 1 à 0 mais Stefan ne peut pas empêcher le FC Köniz de revenir au score, le FC Lucerne finit par remporte la rencontre aux tirs au but.
Il marque son premier but en Super League en fin de saison, à l'occasion de la 29e journée de Super League 2016-2017 face au Grasshopper Club Zurich, il marque alors un but de la tête à la fin de la première mi-temps mais ne permettra pas son équipe de remporter la victoire, son but sera le seul de la rencontre pour Lucerne (défaite 4 à 1).
Stefan Knezevic joue ses premiers matchs en coupe d'Europe lors des matchs du deuxième tour des qualifications de la Ligue Europa 2017-2018 face NK Osijek. Les Suisses perdent la première rencontre 2 à 0 et se doivent de rattraper ce résultat au match retour, Markus Babbel donne alors les clés de la défense à Stefan qui réalise une très grande performance aux côtés de Yannick Schmid. Le FC Lucerne arrive alors à marquer deux buts mais à la 72e minute de jeu, Stefan Knezevic et Yannick Schmid se font avoir alors qu'ils tentaient de faire un piège de hors-jeu, ceci causera l'élimination du FC Lucerne.
Les saisons passent et, malgré une grave rupture des ligaments croisés en décembre 2018 qui l'écartera pendant l'entièreté de la saison, Stefan s'impose de plus en plus comme un titulaire indiscutable et le leader de la défense. La consécration de la carrière de Stefan Knezevic au FC Lucerne sera le parcours en Coupe de Suisse 2020-2021, trophée que le FC Lucerne finira par remporter en battant le FC Saint-Gall en finale (3 à 1), ce qui arrêté la série de 29 saisons sans aucun titre pour Lucerne.

#### Départ en Belgique (depuis 2021)
Le 11 juin 2021, le Sporting de Charleroi annonce l'arrivée de Stefan Knezevic pour une durée de trois saisons (avec une année en bonus). Il déclare plus tard dans une interview avec le magazine Le Soir avoir été séduit par le projet des Zèbres à la suite de discussions avec Mehdi Bayat et le nouvel entraîneur, Edward Still.

### En équipe nationale
Stefan Knezevic reçoit trois sélections avec les espoirs suisses lors de l'année 2018. Il joue deux matchs rentrant dans le cadre des éliminatoires de l'Euro espoirs 2019, contre le Portugal et le Pays de Galles. Il joue également une rencontre amicale remportée face à l'équipe de France.

## Statistiques

### Carrière
| Saison                | Club                  | Championnat             | Championnat | Championnat | Coupe(s) nationale(s) | Coupe(s) nationale(s) | Compétition(s) continentale(s) | Compétition(s) continentale(s) | Compétition(s) continentale(s) | Total | Total |
| Saison                | Club                  | Division                | M.          | B.          | M.                    | B.                    | Comp.                          | M.                             | B.                             | M.    | B.    |
| 2014-2015             | SC Buochs (prêt)      | 2e Ligue interrégionale | 25          | 1           | 7                     | 1                     | -                              | -                              | -                              | 32    | 2     |
| Sous-total            | Sous-total            | Sous-total              | 25          | 1           | 7                     | 1                     | -                              | -                              | -                              | 32    | 2     |
| 2016-2017             | FC Lucerne            | Super League            | 8           | 1           | 2                     | 0                     | C3                             | -                              | -                              | 10    | 1     |
| 2017-2018             | FC Lucerne            | Super League            | 24          | 1           | 2                     | 0                     | C3                             | 2                              | 0                              | 28    | 1     |
| 2018-2019             | FC Lucerne            | Super League            | 8           | 1           | 1                     | 1                     | C3                             | -                              | -                              | 9     | 2     |
| 2019-2020             | FC Lucerne            | Super League            | 29          | 0           | 4                     | 0                     | C3                             | 2                              | 0                              | 35    | 0     |
| 2020-2021             | FC Lucerne            | Super League            | 34          | 1           | 4                     | 0                     | -                              | -                              | -                              | 38    | 1     |
| Sous-total            | Sous-total            | Sous-total              | 103         | 4           | 13                    | 1                     | -                              | 4                              | 0                              | 120   | 5     |
| 2021-2022             | Sporting de Charleroi | Jupiler Pro League      | 37          | 1           | -                     | -                     | -                              | -                              | -                              | 37    | 1     |
| 2022-2023             | Sporting de Charleroi | Jupiler Pro League      | 15          | 0           | -                     | -                     | -                              | -                              | -                              | 15    | 0     |
| 2023-2024             | Sporting de Charleroi | Jupiler Pro League      | 12          | 0           | 2                     | 0                     | -                              | -                              | -                              | 14    | 0     |
| Sous-total            | Sous-total            | Sous-total              | 64          | 1           | 2                     | 0                     | -                              | 0                              | 0                              | 66    | 1     |
| 2024-2025             | FC Lucerne            | Super League            | 33          | 2           | 2                     | 0                     | -                              | -                              | -                              | 35    | 2     |
| 2025-2026             | FC Lucerne            | Super League            | 3           | 0           | -                     | -                     | -                              | -                              | -                              | 3     | 0     |
| Sous-total            | Sous-total            | Sous-total              | 36          | 2           | 2                     | 0                     | -                              | 0                              | 0                              | 38    | 2     |
| Total sur la carrière | Total sur la carrière | Total sur la carrière   | 228         | 9           | 24                    | 2                     | -                              | 4                              | 0                              | 256   | 11    |

## Palmarès

### En club

#### SC Buochs
- Champion de Suisse de cinquième division en 2015

#### FC Lucerne
- Vainqueur de la Coupe de Suisse en 2021